# Delta Lupi
Delta Lupi (δ Lup/δ Lupi) è una stella della costellazione del Lupo, appartenente alla classe B2IV. È talvolta chiamata con il nome greco Hilasmus (ιλασμος), che significa "La Propiziazione".

## Descrizione
Delta Lupi è una subgigante blu di classe spettrale BB1.5IV, distante dalla Terra circa 880 anni luce. Come molte stelle di questo tipo e con una massa superiore alla decina di volte quella del Sole, è una variabile Beta Cephei. I cambi di luminosità, dell'ordine del 4% della luminosità totale della stella, avvengono in poco meno di 4 ore.
La stella, così come altre stelle azzurre della costellazione del Lupo, è un membro dell'associazione stellare Scorpius-Centaurus, e più precisamente del sottogruppo Centauro superiore-Lupo, gruppo di stelle con un'età approssimativa di 15 o 20 milioni di anni.